# Mariposa (Album)
Mariposa ist das zweite Musikalbum der italienischen Sängerin Lodovica Comello, das am 3. Februar 2015 von Sony Music, All Entertainment und MAS veröffentlicht wurde.

## Das Album
Am 15. Januar 2015 wurde, zusammen mit den Titeln der Songs, bekanntgegeben, dass Lodovica Comello ihr zweites Album veröffentlichen werde. Die meisten Texte sind auf Spanisch, aber einige auch auf Italienisch und Englisch. Die Veröffentlichung wurde für den 3. Februar bestätigt. Die CD wurde während der Dreharbeiten der Disney-Channel-Telenovela Violetta, in der Comello die Francesca Cauviglia spielt, im Estudio 3musica in Buenos Aires, im Good Persian Studio und im Italia al MAS di Milano aufgenommen. Die Produktion, die in der argentinischen Hauptstadt Buenos Aires zusammen mit dem italienischen Produzenten Fabio Serri stattfand, dauerte neun Monate.
Die CD ist in zwei verschiedenen Versionen erhältlich: in der Standard-Version mit zwölf Titeln und in einer Deluxe-Version, die fünf weitere italienische Titel beinhaltet. Der erste Song, Todo el resto no cuenta, wurde am 30. Januar 2015 veröffentlicht und einen Tag danach das Video. Der Titel Un viaggio intorno al mondo widmete Comello ihrem Freund Tomas Goldschmidt, während Historia Blanca für ihre Nichte geschrieben ist.
Den Text von Ci vediamo quando è buio schrieb sie während ihrer Zeit in Buenos Aires.
Mariposa wird seit dem 1. Februar 2015 auf der Lodovica World Tour in Italien, Frankreich, Spanien und Portugal präsentiert. Darüber hinaus gibt es einige Treffen mit Comellos Fans in italienischen und portugiesischen Städten.
Am 3. Februar wurde das Album in Italien veröffentlicht und es wird auch in Deutschland, Spanien, Frankreich, Portugal, Schweiz, Mexiko, Argentinien, Venezuela, Kolumbien, Chile und Brasilien erscheinen. In Argentinien ist es seit dem 11. Februar im Handel; in Polen bekommt man es zu günstigen Preisen im Internet.

## Titel
| Nr.                                  | Titel                                   | Songwriter                                                  | Länge            |
| Standard-Version                     | Standard-Version                        | Standard-Version                                            | Standard-Version |
| ------------------------------------ | --------------------------------------- | ----------------------------------------------------------- | ---------------- |
| 1                                    | Mi amor pende de un hilo                | Fabio Serri, Fabio Zacco, Daniele Luppino, Lodovica Comello | 3:50             |
| 2                                    | Un viaggio intorno al mondo             | Fabio Serri, Daniele Luppino, Lodovica Comello              | 4:05             |
| 3                                    | Todo el resto no cuenta                 | Fabio Serri, Daniele Luppino, Lodovica Comello              | 3:29             |
| 4                                    | Un posto libero                         | Massimiliano Eli                                            | 4:04             |
| 5                                    | Vuelvo                                  | Fabio Serri, Daniele Luppino, Lodovica Comello              | 3:46             |
| 6                                    | Sin usar palabras (feat. Abraham Mateo) | Fabio Serri, Daniele Luppino, Lodovica Comello              | 3:06             |
| 7                                    | We are family                           | Nile Rodgers                                                | 3:37             |
| 8                                    | No voy a caer                           | Fabio Serri, Daniele Luppino, Lodovica Comello              | 3:40             |
| 9                                    | La historia                             | Fabio Serri, Daniele Luppino, Lodovica Comello              | 3:51             |
| 10                                   | Crazy Love                              | Mattia Bindi, Fabio Serri                                   | 3:32             |
| 11                                   | Historia Blanca                         | Fabio Serri, Daniele Luppino, Lodovica Comello              | 3:39             |
| 12                                   | Ci vediamo quando è buio                | Fabio Serri, Daniele Luppino, Lodovica Comello              | 3:47             |
| zusätzliche Titel der Deluxe-Version |                                         |                                                             |                  |
| 13                                   | Il mio amore è appeso a un filo         | Fabio Serri, Fabio Zacco, Daniele Luppino, Lodovica Comello | 3:51             |
| 14                                   | Tutto il resta non conta                | Fabio Serri, Daniele Luppino, Lodovica Comello              | 3:29             |
| 15                                   | Vado                                    | Fabio Serri, Daniele Luppino, Lodovica Comello              | 3:46             |
| 16                                   | Non cado più                            | Fabio Serri, Daniele Luppino, Lodovica Comello              | 3:40             |
| 17                                   | Libro bianco                            | Fabio Serri, Daniele Luppino, Lodovica Comello              | 3:39             |

## Rezensionen
Das Album ist gut angekommen. Silivia Marchetti von der Website culturaeculture.it sagt über die Songs: „Songs wie Un viaggio intorno al mondo […] und Un posto libero […] zeichnen sich durch ihre Originalität und Stärke aus. Die Ausbreitung der Stimme in manchen Songs ist unheimlich, der Beweis dafür, dass das Mädchen gewachsen ist und Hemmungen und Unsicherheiten beseitigt hat.“

## Chartplatzierungen
| ChartsChartplatzierungen | Höchstplatzierung | Wochen |
| ------------------------ | ----------------- | ------ |
| Italien (FIMI)           | 13 (6 Wo.)        | 6      |